# Remigia discios
Remigia discios är en fjärilsart som beskrevs av Vincenz Kollar 1848. Remigia discios ingår i släktet Remigia och familjen nattflyn. Inga underarter finns listade.